# Ministerul Tineretului și Sportului (Republica Moldova)
Ministerul Tineretului și Sportului a fost unul din cele 16 ministere ale Guvernului Republicii Moldova, care a coordonat politica guvernamentală în domeniul tineretului și sportului, pînă în anul 2017 când a fost realizată reforma Administrației Publice Centrale, care prevedea comasarea mai multor ministere și agenții. Respectiv, au rămas doar 9 ministere, Ministerul Tineretului și Sportului fiind comasat cu Ministerul Învățământului și Culturii. 
Pe lângă activitățile sale de bază, în 2014 Ministerul Tineretului și Sportului a editat „Dicționarul sportiv rus-român” într-un tiraj de 1000 de exemplare.

## Componență
- Structura
  - Cabinetul ministrului (cu statut de serviciu)
  - Direcția tineret
  - Direcția sport
  - Direcția financiară
  - Direcția juridică
  - Direcția analiză, monitorizare și evaluare a politicilor
  - Serviciul resurse umane
  - Serviciul audit intern
  - Serviciul e-transformare
  - Serviciul informare și comunicare cu mass-media
  - Serviciul relații internaționale
  - Serviciul secretariat

## Lista miniștrilor
| № | Ministru            | Început            | Sfârșit           |
| - | ------------------- | ------------------ | ----------------- |
| 1 | Pantelei Sandulache | 24 februarie 1992  | 5 aprilie 1994    |
| 2 | Iacob Popovici      | 24 ianuarie 1997   | 22 mai 1998       |
| 3 | Ion Cebanu          | 25 septembrie 2009 | 6 februarie 2013  |
| 4 | Octavian Țîcu       | 26 februarie       | 30 mai 2013       |
| 5 | Octavian Bodișteanu | 30 mai 2013        | 18 februarie 2015 |
| 6 | Serghei Afanasenco  | 18 februarie       | 30 iulie 2015     |
| 7 | Loretta Handrabura  | 30 iulie 2015      | 20 ianuarie 2016  |
| 8 | Victor Zubcu        | 20 ianuarie 2016   | 26 iulie 2017     |

## Comunicare
”Comunicarea proactivă implică inițierea și facilitarea dialogului înainte ca situații critice să apară sau înainte ca întrebări să fie ridicate. Comunicarea proactivă înseamnă a anticipa și îndeplini nevoile și așteptările părților implicate”. Aici intervine expertiza specialiștilor de PR care au empatia, cunoștințele, contactele și experiența necesare pentru a implementa o strategie eficientă de comunicare. Un exemplu, în acest sens, ar fi comunicarea eficientă cu publicul în perioada celui mai longeviv ministru al tineretului și sportului din Moldova, Ion Cebanu, care a conduc MTS în perioada 25 septembrie 2009 - 6 februarie 2013. Atunci  în echipa de comunicatori au fost consilerul (din Cabinetul Ministrului) Ghenadie Vasilache, consilierul Mariana Buruiană și administratorul Î.S. Manejul de atletică ușoară, Mariana Lungu.